# Yoshiaki Ota
Yoshiaki Ota (Prefectura de Shizuoka, 11 de juny de 1983) és un futbolista japonès.

## Selecció japonesa
Va formar part de l'equip olímpic japonès a la Copa d'Àsia de 2007.